# Dysfunktionellt beteende
Dysfunktionell är ett begrepp med betydelsen "icke fungerande" (som motsats till funktionell). Begreppet används bland annat inom psykologi, exempelvis om familjer som inte har fungerande basala funktioner i olika situationer såsom till exempel grundläggande rutiner och känslohantering.
I en dysfunktionell familj finns oftast en eller två som missbrukar något av följande:
1. Mat – anorexi, bulimi, ortorexi
2. Alkohol
3. Shopping
4. Läkemedel
5. Dataspel, surfa på Internet
6. Porrsurfing
7. Sex
8. Relationer
9. Arbetet
10. TV-tittande
11. Spel om pengar
12. Religion
13. Träning
14. Föreningar
15. Hobby, intresse

Den i relationen som inte faller under de ovan nämnda eller liknande orsakerna kallas för den medberoende.